# 11 novembre 1910
Le vendredi 11 novembre 1910 est le 315e jour de l'année 1910.

## Naissances
- Carl Alvar Wirtanen (mort le 7 mars 1990), astronome américain
- Franz Kemser (mort le 20 janvier 1986), bobeur allemand
- Israël Eldad (mort le 22 janvier 1996), philosophe israélien
- Karl Golgowsky (mort en 1994), compositeur allemand
- Maxime Kaltenmark (mort le 26 juin 2002), sinologue français
- Raemer Schreiber (mort le 24 décembre 1998), physicien américain

## Décès
- Alexis-Marie Gochet (né en 1835), géographe et pédagogue belge
- James Frothingham Hunnewell (né le 3 juillet 1832), marchand, antiquaire et philanthrope américain
- Joseph Apoux (né le 5 novembre 1846), peintre et illustrateur français
- Pierre-Basile Benoit (né le 8 octobre 1837), personnalité politique canadienne